# IC 4128/1
IC 4128/1 је спирална галаксија у сазвијежђу Береникина коса која се налази на листи објеката дубоког неба у Индекс каталогу.
Деклинација објекта је + 20° 13' 2" а ректасцензија 13h 3m 41,2s. Привидна величина (магнитуда) објекта IC 4128 износи 15,6 а фотографска магнитуда 16,4. IC 41281 је још познат и под ознакама NPM1G +20.0338, PGC 1620290.